# 常會
常會，又稱通常國會，為日本國會型態，根據《日本国宪法》52條和《國會法》2條，國會分為常會、特別會、臨時會。
只有常會每年固定召開，會期由1月左右開始到150天左右結束，根據《國會法》12條可延長一次，例如第96屆就召開244天。遇到眾議院解散時也可以縮短，例如第54屆就召開1天。開會第一天內閣總理大臣可能會演講、發表施政展望，但也可能由閣員演講。常會也稱為預算國會，因為主要內容一般都是討論預算分配。